# マイク・ブッチ
マイク・ブッチ（Michael Bucci、1972年6月5日 - ）は、アメリカ合衆国のプロレスラー。ニュージャージー州トムズリバー出身。
ECWではノヴァ（Nova）、WWEではサイモン・ディーン（Simon Dean）のリングネームで活躍していた事で知られる。

## 来歴
マイク・シャープの息子であるアイアン・マイク・シャープのトレーニング・スクールでプロレスを学び、1992年にデビュー。
その後1996年よりECWに参戦し、スティービー・リチャーズやブルー・ミーニーと共に、当時WCWで爆発的な人気を得ていたnWoのパロディ・ユニットbWo（Blue World Order）を結成。nWoのリーダーだったハリウッド・ハルク・ホーガンにあやかり、ハリウッド・ノヴァ（Hollywood Nova）と名乗って活動した。ECW崩壊後はインディ団体を転戦し、2001年にはFMW、2002年にはZERO-ONEに来日している。
2002年4月にWWEとディベロップメント契約を結び、下部団体のOVWにてヘビー級王座と南部タッグ王座を獲得。2004年11月にはサイモン・ディーン（Simon Dean）のリングネームでRAWデビューを果たし、ヒールのフィットネス・インストラクターのキャラクターで活動。自ら開発したとされるダイエット商品「サイモン・システム（Simon System）」をリング上で宣伝し、太った観客にシステムを試させては愚弄していた。その後もクリス・ジェリコを破るなど活躍。
メイヴェンをサイモン・システムの宣伝用の弟子にして以降は主にジョバーのポジションに回るも、2005年2月4日のWWE日本公演におけるさいたまスーパーアリーナ大会では、観戦に訪れていた曙に喧嘩を売るなどの役割を務めた。5月に行なわれたドラフトにてSmackDown!に移籍（同時にメイヴェンとのコンビを解消）。同年6月12日に開催されたECW One Night Stand 2005では、ECW時代のギミックであるbWoのハリウッド・ノヴァとして出場した。その後サイモン・ディーンのギミックに戻し、10月9日のNo Mercy 2005では新参時代のボビー・ラシュリーのジョバーを務めている。
以降は若手ヒール・コンビのジムナイを従え、プレイング・マネージャーとしても活動していたが、2006年8月に選手活動からフェードアウト。下部団体のブッカーを担当するも、WWEのウェルネス・ポリシーに違反する薬物を売買していたことが表沙汰になったため、2007年9月2日に解雇通告を受けた。
WWE解雇後、レスラーを引退しモーゲージ・ブローカーに転じていたが、2009年4月にイギリスのプロレス団体1PW（One Pro Wrestling）のECWリユニオン・ショー、To the Extremeにて、ハリウッド・ノヴァのギミックで復帰を果たした。試合ではbWoの盟友ブルー・ミーニーとのコンビで、1PWタッグ王者であるプロジェクト・エゴ（クリス・トラヴィス & マーティン・カーヴィー）に挑戦している。同団体でのレスラー復帰をきっかけに、以後もIWC（International Wrestling Cartel）などイギリスのプロレス団体にスポット参戦した。6月27日には旧ECWアリーナにて、ECWで苦楽を共にした女子レスラー、フランシーンが主催したリユニオン・ショー、Legends of the Arenaに出場。ブルー・ミーニーとタッグを組み、FBI（リトル・グイドー & ビッグ・サル）との「bWo対FBI」に勝利。
2010年8月にはTNAのPPVであるECWリユニオン・ショー、Hardcore Justiceに参戦。トミー・ドリーマー対レイヴェンの試合にスティービー・リチャーズと共に乱入、ドリーマーやミック・フォーリーを相手に乱闘を繰り広げた。

## その他
- WWE日本公演に出場した際は、ヒールキャラにもかかわらず、「サイモンシステム」とのチャントを受け本人も嫌がって退場していたが、2日目の「サイモンシステム」チャントの際は満更でもなく日本版ベビーフェイスの扱いを受けていた。

## 得意技
- サイモナイザー

サイモン・ディーン時代に使われたフィニッシャー。相手の腕を持って、素早くサモアン・ドロップのように叩きつける。吉野正人のライトニング・スパイラルと同型技。
- クリプトナイト・クランチ

ECW所属時から継続して使われているフィニッシャー。変型デスバレーボム。デイブ・フィンレーのケルティック・クロスと同型技。
- ノヴァケイン

リバースSTO
- ノヴァ・レッグドロップ

bWo時代に使用したフィニッシャー。ハルク・ホーガンのランニング・レッグドロップのコピー。
- カーブ・ストンプ

ポール・バーチルのフィニッシャーとしても知られる技。サーフボード・ロックからのストンプ。
- スレッジ・オーマチック

パワーボムの要領で相手を持ち上げ、腹部にエルボーを決めながら落とす技。
- スマッシュ・マウス

パワーボムの要領で相手を持ち上げ、ダイヤモンド・カッターへと移行する技。
- ノヴァミサイル

串刺し式スピアー
- ノヴァブラスト

ブロックバスター
- スクリームマシーン

肩車からのシットダウン式フェイスバスター
- ディープ・インパクト

シットダウン式ペディグリー
- サード・ディグリー

パイルドライバー2回とスピニング・パワーボムを連続で決める技。
- ハイアングル・セントーンボム
- ツイステッド・シスター

相手の片腕を捻りながらのハーフボストンクラブ
- ブルーライト・スペシャル

bWoで共闘したブルー・ミーニーとの合体技。ミーニーのフェイスバスターからノヴァのインパクトDDTへと繋げる。

## 獲得タイトル
OVW
- OVWヘビー級王座 : 1回
- OVW南部タッグ王座 : 1回（w / アーロン・スティーブンス）

NEW
- NEWライトヘビー級王座 : 1回

CWS
- CWSタッグ王座 : 1回（w / ブルー・ミーニー）

ECWA
- ECWAタッグ王座 ： 1回（w / フランキー・カザリアン）

AWC
- AWCヘビー級王座 ： 1回